# Aniceto Arce
Aniceto Arce Ruiz (Tarija, 17 aprile 1824 – Sucre, 14 agosto 1906) è stato un politico e imprenditore boliviano.
Fu presidente della Bolivia dal 15 agosto 1888 all'11 agosto 1892. Diede il nome alla provincia di Aniceto Arce.

## Biografia
Aniceto Arce nacque a Tarija il 17 aprile 1824. Appartenente a una famiglia modesta, era figlio di Diego de Arce e Francisca Ruiz de Mendoza. Frequentò le scuole primarie e secondarie presso il Colegio Junín di Sucre e giurisprudenza presso la Royal and Pontificia Università di San Francisco Xavier de Chuquisaca. In giovanissima età girò il paese. Nel 1850, all'età di 27 anni, fu eletto deputato; perseguitato dal presidente Manuel Isidoro Belzu, andò in esilio a Copiapó (Cile) dove si interessò al lavoro minerario. Una volta che José María Linares salì al potere come presidente della Bolivia nel gennaio 1857, Arce fu nominato rettore del Colegio Nacional Pichincha de Potosí. Un anno prima, nel 1856, aveva iniziato il suo lavoro nelle miniere d'argento di Huanchaca che lo avrebbero reso il primo milionario del paese.
Durante il governo del generale e presidente José María de Achá fu ministro boliviano in Argentina e Paraguay (1863). Durante la guerra del Pacifico, convinto dell'esito avverso per il paese, guidò il partito pacifista. La sua posizione era che il litorale era per diverse ragioni indifendibile. Pertanto, il paese dovrebbe ridurre le sue perdite e cercare un'alleanza con il Cile. Partecipò al Congresso per rovesciare Hilarión Daza e svolse un ruolo fondamentale nella stesura della nuova Costituzione del paese, accettando di essere il vicepresidente di Narciso Campero nel periodo cruciale della costruzione della nazione 1880-1884. Le sue divergenze nella risoluzione del conflitto bellico con il Cile portarono al suo esilio dalla Bolivia nel 1881, stabilendosi a Parigi. Alla fine, il nome di Arce fu assolto e gli fu permesso di tornare nel paese nel 1883. 

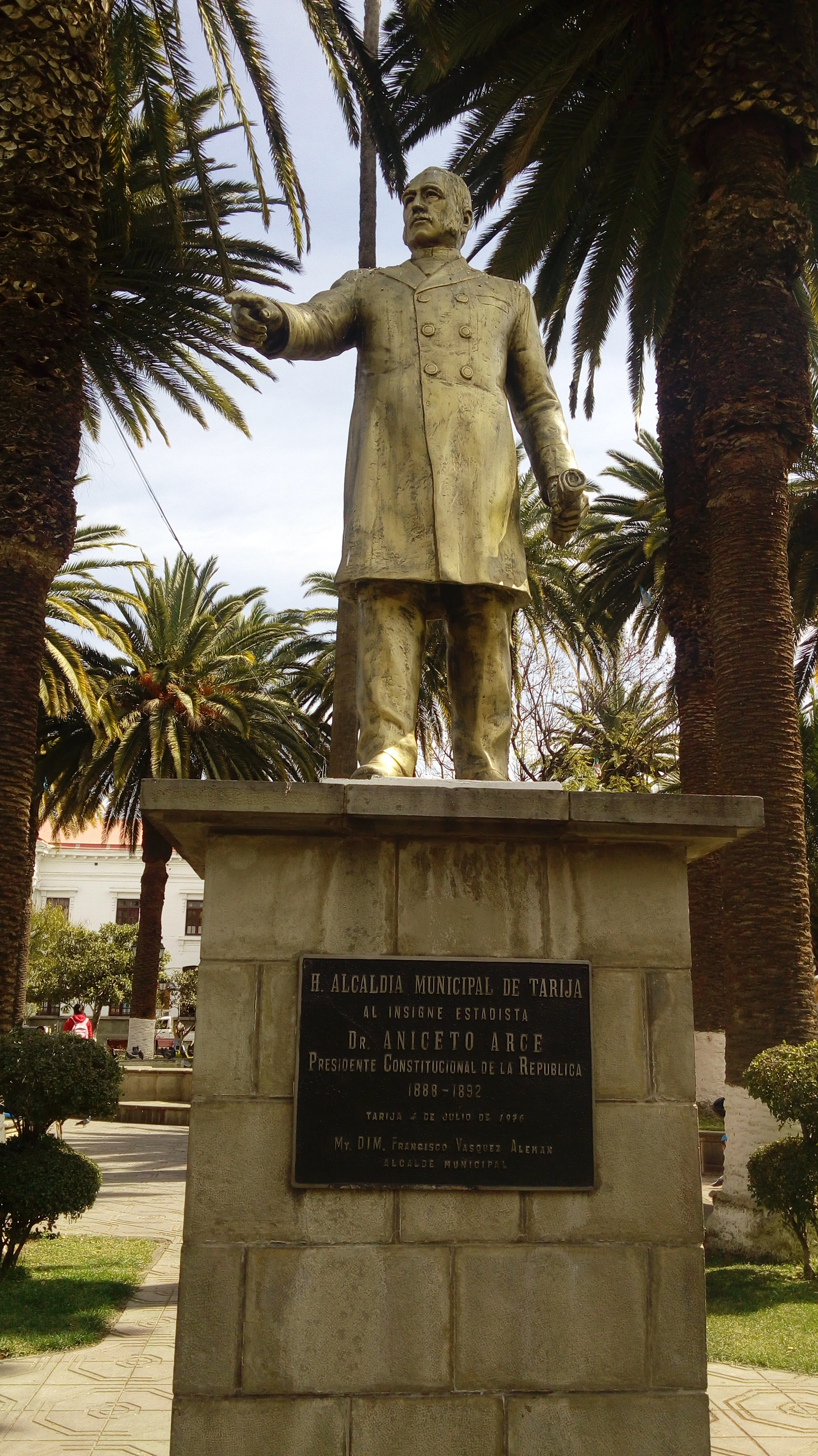
Monumento ad Aniceto Arce Ruiz de Mendozanella piazza principale di Tarija, Luis de Fuentes y Vargas

Da subito intervenne di nuovo in politica alla guida del Partito Costituzionale, divenuto Partito Conservatore quando si fuse con il Partito Democratico, e che proponeva il primato della legge, elezioni periodiche e un regime a favore delle élite imprenditoriali. Nel 1885 fu nominato ministro del suo paese in Cile e, nel 1886, ministro in Spagna e Francia. Molti autori ritengono che le sue azioni dubbie nella Guerra del Pacifico insieme a Narciso Campero siano state un tradimento della sua patria. Quindi fu il principale responsabile della perdita del dipartimento del litorale e dell'accesso al mare.
Aniceto Arce morì a Sucre, in Bolivia, il 14 agosto 1906 all'età di 82 anni.
Arce appare nel libro Chuquisaca, o La Plata perulera dello scrittore spagnolo Ciro Bayo, che con l'aiuto dell'allora presidente in pensione della Bolivia, riuscì a istituire una scuola materna per i figli delle classi più ricche di Sucre, compresi i nipoti dell'ex presidente.